# Water-polo aux Jeux olympiques d'été de 2008
Navigation
Athènes 2004 Londres 2012
Le tournoi olympique de water-polo aux Jeux olympiques d'été de 2008 s'est déroulé du 10 au 24 août dans la Piscine olympique de Ying Tung alors qu'il devait être organisé à l'origine dans le Centre national de natation de Pékin.

## Qualification

### Hommes
| Compétition                            | Date                          | Lieu              | Nombre de places | Qualifiés                            |
| -------------------------------------- | ----------------------------- | ----------------- | ---------------- | ------------------------------------ |
| Pays organisateur                      | Pays organisateur             | Pays organisateur | 1                | Chine                                |
| Tournoi de qualification Europe        | 2-9 septembre 2007            | Bratislava        | 1                | Monténégro                           |
| Jeux Africains 2007                    | 5-20 juillet 2007             | Alger             |                  | Tournoi reporté, pas assez d'équipes |
| Jeux Panaméricains 2007                | 13-29 juillet 2007            | Rio de Janeiro    | 1                | États-Unis                           |
| Tournoi de qualification Océanie       | 30 novembre - 2 décembre 2007 | Auckland          | 1                | Australie                            |
| Ligue mondiale 2007                    | 3 juillet - 12 août 2007      | Berlin*           | 1                | Serbie                               |
| Championnats du monde de natation 2007 | 17 mars - 1er avril 2007      | Melbourne         | 3                | Croatie Hongrie Espagne              |
| Tournoi de qualification olympique     | 2-9 mars 2008                 | Oradea            | 4                | Canada Italie Allemagne Grèce        |
| TOTAL                                  |                               |                   | 12               |                                      |

* Berlin est l'hôte de la super-finale uniquement.

### Femmes
| Compétition                        | Date                | Lieu              | Nombre de places | Qualifiés                            |
| ---------------------------------- | ------------------- | ----------------- | ---------------- | ------------------------------------ |
| Pays organisateur                  | Pays organisateur   | Pays organisateur | 1                | Chine                                |
| Tournoi de qualification Europe    | 19-26 août 2007     | Kirishi           | 1                | Pays-Bas                             |
| Jeux africains 2007                | 5-20 juillet 2007   | Alger             |                  | Tournoi reporté, pas assez d'équipes |
| Jeux Panaméricains 2007            | 13-29 juillet 2007  | Rio de Janeiro    | 1                | États-Unis                           |
| Tournoi de qualification Océanie   | 17-19 décembre 2007 | Brisbane          | 1                | Australie                            |
| Tournoi de qualification olympique | 19-24 février 2008  | Trieste           | 4                | Italie Hongrie Grèce Russie          |
| TOTAL                              |                     |                   | 8                |                                      |

## Résultats

### Hommes

#### Groupe A
| 10 août 2008 |  | Espagne    | 16 - 6  | Canada     |  |
|              |  | Hongrie    | 10 - 10 | Monténégro |  |
|              |  | Australie  | 12 - 8  | Grèce      |  |
| 12 août 2008 |  | Espagne    | 9 - 8   | Australie  |  |
|              |  | Grèce      | 6 - 17  | Hongrie    |  |
|              |  | Canada     | 0 - 12  | Montenegro |  |
| 14 août 2008 |  | Australie  | 8 - 5   | Canada     |  |
|              |  | Hongrie    | 8 - 5   | Espagne    |  |
|              |  | Montenegro | 10 - 6  | Grèce      |  |
| 16 août 2008 |  | Hongrie    | 13 - 12 | Australie  |  |
|              |  | Montenegro | 6 - 12  | Espagne    |  |
|              |  | Canada     | 7 - 13  | Grèce      |  |
| 18 août 2008 |  | Canada     | 3 - 12  | Hongrie    |  |
|              |  | Montenegro | 5 - 5   | Australie  |  |
|              |  | Grèce      | 5 - 10  | Espagne    |  |

| Rang | Pays       | Points | J | G | N | P | Bp | Bc |
| ---- | ---------- | ------ | - | - | - | - | -- | -- |
| 1    | Hongrie    | 9      | 5 | 4 | 1 | 0 | 60 | 36 |
| 2    | Espagne    | 8      | 5 | 4 | 0 | 1 | 52 | 38 |
| 3    | Monténégro | 6      | 5 | 2 | 2 | 1 | 43 | 33 |
| 4    | Australie  | 5      | 5 | 2 | 1 | 2 | 45 | 40 |
| 5    | Grèce      | 2      | 5 | 1 | 0 | 4 | 38 | 56 |
| 6    | Canada     | 0      | 5 | 0 | 0 | 5 | 21 | 61 |

- La Hongrie accède directement aux demi-finales, l'Espagne et le Monténégro accèdent aux quarts de finale.

#### Groupe B
| 10 août 2008 |  | Croatie    | 11 - 7  | Italie     |  |
|              |  | Serbie     | 11 - 7  | Allemagne  |  |
|              |  | États-Unis | 8 - 4   | Chine      |  |
| 12 août 2008 |  | Allemagne  | 6 - 5   | Chine      |  |
|              |  | Italie     | 11 - 12 | États-Unis |  |
|              |  | Croatie    | 11 - 8  | Serbie     |  |
| 14 août 2008 |  | Croatie    | 13 - 5  | Allemagne  |  |
|              |  | États-Unis | 2 - 4   | Serbie     |  |
|              |  | Chine      | 7 - 19  | Italie     |  |
| 16 août 2008 |  | Allemagne  | 8 - 7   | Italie     |  |
|              |  | Croatie    | 5 - 7   | États-Unis |  |
|              |  | Chine      | 5 - 15  | Serbie     |  |
| 18 août 2008 |  | Chine      | 4 - 16  | Croatie    |  |
|              |  | Allemagne  | 7 - 8   | États-Unis |  |
|              |  | Serbie     | 12 - 13 | Italie     |  |

| Rang | Pays       | Points | J | G | N | P | Bp | Bc |
| ---- | ---------- | ------ | - | - | - | - | -- | -- |
| 1    | États-Unis | 8      | 5 | 4 | 0 | 1 | 37 | 32 |
| 2    | Croatie    | 8      | 5 | 4 | 0 | 1 | 56 | 31 |
| 3    | Serbie     | 6      | 5 | 3 | 0 | 2 | 51 | 38 |
| 4    | Allemagne  | 4      | 5 | 2 | 0 | 3 | 33 | 44 |
| 5    | Italie     | 4      | 5 | 2 | 0 | 3 | 57 | 56 |
| 6    | Chine      | 0      | 5 | 0 | 0 | 5 | 25 | 64 |

- Les États-Unis accèdent directement aux demi-finales, la Croatie et la Serbie accèdent aux quarts de finale.

#### Tableau final
|  | Quarts de finale | Quarts de finale |            |    | Demi-finales    | Demi-finales |  |  | Finale  | Finale |
|  |                  |                  |            |    |                 |              |  |  |         |        |
|  | 20 août          |                  |            |    |                 |              |  |  |         |        |
|  |                  |                  |            |    |                 |              |  |  |         |        |
|  | Croatie          | 6                |            |    |                 |              |  |  |         |        |
|  | Croatie          | 6                | 22 août    |    |                 |              |  |  |         |        |
|  | Monténégro       | 7                |            |    |                 |              |  |  |         |        |
|  | Monténégro       | 7                | Monténégro | 9  |                 |              |  |  |         |        |
|  |                  |                  | Monténégro | 9  |                 |              |  |  |         |        |
|  |                  |                  | Hongrie    | 11 |                 |              |  |  |         |        |
|  |                  |                  | Hongrie    | 11 |                 |              |  |  |         |        |
|  |                  |                  | 24 août    |    |                 |              |  |  |         |        |
|  |                  |                  |            |    |                 |              |  |  |         |        |
|  | Hongrie          | 14               |            |    |                 |              |  |  |         |        |
|  | Hongrie          | 14               | 20 août    |    |                 |              |  |  |         |        |
|  |                  | États-Unis       | 10         |    |                 |              |  |  |         |        |
|  | Espagne          | États-Unis       | 10         | 5  |                 |              |  |  |         |        |
|  | Espagne          | 22 août          |            | 5  |                 |              |  |  |         |        |
|  | Serbie           | 9                |            |    |                 |              |  |  |         |        |
|  | Serbie           | 9                | Serbie     | 5  |                 |              |  |  |         |        |
|  |                  |                  | Serbie     | 5  | Troisième place |              |  |  |         |        |
|  |                  |                  | États-Unis | 10 |                 |              |  |  |         |        |
|  | Monténégro       | 4                | États-Unis | 10 |                 |              |  |  |         |        |
|  | Monténégro       | 4                |            |    |                 |              |  |  |         |        |
|  | Serbie           | 6                |            |    |                 |              |  |  |         |        |
|  | Serbie           | 6                |            |    |                 |              |  |  |         |        |
|  |                  |                  |            |    |                 |              |  |  | 24 août |        |

### Classement final
Le classement final du tournoi masculin s'établit comme suit :
| Place                               | Pays       |
| ----------------------------------- | ---------- |
| Médaille d'or, Jeux olympiques      | Hongrie    |
| Médaille d'argent, Jeux olympiques  | États-Unis |
| Médaille de bronze, Jeux olympiques | Serbie     |
| 4                                   | Monténégro |
| 5                                   | Espagne    |
| 6                                   | Croatie    |
| 7                                   | Grèce      |
| 8                                   | Australie  |
| 9                                   | Italie     |
| 10                                  | Allemagne  |
| 11                                  | Canada     |
| 12                                  | Chine      |

### Femmes

#### Groupe A
| 11 août 2008 |  | Russie     | 8 - 9   | Italie     |  |
|              |  | États-Unis | 12 - 11 | Chine      |  |
| 13 août 2008 |  | Italie     | 9 - 9   | États-Unis |  |
|              |  | Chine      | 13 - 11 | Russie     |  |
| 15 août 2008 |  | Italie     | 10 - 9  | Chine      |  |
|              |  | Russie     | 7 - 12  | États-Unis |  |

| Rang | Pays       | Points | J | G | N | P | Bp | Bc |
| ---- | ---------- | ------ | - | - | - | - | -- | -- |
| 1    | États-Unis | 5      | 3 | 2 | 1 | 0 | 33 | 27 |
| 2    | Italie     | 5      | 3 | 2 | 1 | 0 | 28 | 26 |
| 3    | Chine      | 2      | 3 | 1 | 0 | 2 | 33 | 33 |
| 4    | Russie     | 0      | 3 | 0 | 0 | 3 | 26 | 34 |

- Les États-Unis accèdent directement aux demi-finales, l'Italie et la Chine accèdent aux quarts de finale.

#### Groupe B
| 11 août 2008 |  | Hongrie   | 11 - 9 | Pays-Bas  |  |
|              |  | Australie | 8 - 6  | Grèce     |  |
| 13 août 2008 |  | Pays-Bas  | 9 - 6  | Grèce     |  |
|              |  | Australie | 7 - 7  | Hongrie   |  |
| 15 août 2008 |  | Pays-Bas  | 9 - 10 | Australie |  |
|              |  | Hongrie   | 10 - 4 | Grèce     |  |

| Rang | Pays      | Points | J | G | N | P | Bp | Bc |
| ---- | --------- | ------ | - | - | - | - | -- | -- |
| 1    | Hongrie   | 5      | 3 | 2 | 1 | 0 | 28 | 20 |
| 2    | Australie | 5      | 3 | 2 | 1 | 0 | 25 | 22 |
| 3    | Pays-Bas  | 2      | 3 | 1 | 0 | 2 | 27 | 27 |
| 4    | Grèce     | 0      | 3 | 0 | 0 | 3 | 16 | 27 |

- La Hongrie accède directement aux demi-finales, l'Australie et les Pays-Bas accèdent aux quarts de finale.

#### Tableau final
|  | Quarts de finale | Quarts de finale |            |    | Demi-finales    | Demi-finales |  |  | Finale  | Finale |
|  |                  |                  |            |    |                 |              |  |  |         |        |
|  | 17 août          |                  |            |    |                 |              |  |  |         |        |
|  |                  |                  |            |    |                 |              |  |  |         |        |
|  | Australie        | 12               |            |    |                 |              |  |  |         |        |
|  | Australie        | 12               | 19 août    |    |                 |              |  |  |         |        |
|  | Chine            | 11               |            |    |                 |              |  |  |         |        |
|  | Chine            | 11               | Australie  | 8  |                 |              |  |  |         |        |
|  |                  |                  | Australie  | 8  |                 |              |  |  |         |        |
|  |                  |                  | États-Unis | 9  |                 |              |  |  |         |        |
|  |                  |                  | États-Unis | 9  |                 |              |  |  |         |        |
|  |                  |                  | 21 août    |    |                 |              |  |  |         |        |
|  |                  |                  |            |    |                 |              |  |  |         |        |
|  | États-Unis       | 8                |            |    |                 |              |  |  |         |        |
|  | États-Unis       | 8                | 17 août    |    |                 |              |  |  |         |        |
|  |                  | Pays-Bas         | 9          |    |                 |              |  |  |         |        |
|  | Italie           | Pays-Bas         | 9          | 11 |                 |              |  |  |         |        |
|  | Italie           | 19 août          |            | 11 |                 |              |  |  |         |        |
|  | Pays-Bas         | 13               |            |    |                 |              |  |  |         |        |
|  | Pays-Bas         | 13               | Pays-Bas   | 8  |                 |              |  |  |         |        |
|  |                  |                  | Pays-Bas   | 8  | Troisième place |              |  |  |         |        |
|  |                  |                  | Hongrie    | 7  |                 |              |  |  |         |        |
|  | Australie        | 12               | Hongrie    | 7  |                 |              |  |  |         |        |
|  | Australie        | 12               |            |    |                 |              |  |  |         |        |
|  | Hongrie          | 11               |            |    |                 |              |  |  |         |        |
|  | Hongrie          | 11               |            |    |                 |              |  |  |         |        |
|  |                  |                  |            |    |                 |              |  |  | 21 août |        |

### Classement final
Le classement final du tournoi féminin s'établit comme suit :
| Place                               | Pays       |
| ----------------------------------- | ---------- |
| Médaille d'or, Jeux olympiques      | Pays-Bas   |
| Médaille d'argent, Jeux olympiques  | États-Unis |
| Médaille de bronze, Jeux olympiques | Australie  |
| 4                                   | Hongrie    |
| 5                                   | Chine      |
| 6                                   | Italie     |
| 7                                   | Russie     |
| 8                                   | Grèce      |

## Tableau définitif des médailles
| Rang | Nation     | Or | Argent | Bronze | Total |
| ---- | ---------- | -- | ------ | ------ | ----- |
| 1    | Hongrie    | 1  | 0      | 0      | 1     |
| -    | Pays-Bas   | 1  | 0      | 0      | 1     |
| 3    | États-Unis | 0  | 2      | 0      | 2     |
| 4    | Australie  | 0  | 0      | 1      | 1     |
| -    | Serbie     | 0  | 0      | 1      | 1     |